# Pecco
Pecco là một đô thị ở tỉnh Torino trong vùng Piedmont, có vị trí cách khoảng 45 km về phía bắc của Torino, nước Ý. Tại thời điểm ngày 31 tháng 12 năm 2004, đô thị này có dân số 222 người và diện tích là 2.0 km².
Pecco giáp các đô thị: Alice Superiore, Alice Superiore, Rueglio, Lugnacco, và Vistrorio.